# Дергачёвский район (Харьковская область)
Дергачёвский район (укр. Дергачівський район) — упразднённая административная единица в Харьковской области Украины.
Административный центр района — город Дергачи.

## География
Общая площадь района составляла 895,18 км², или 2,9 % территории Харьковской области.
Район пересекают реки: Лопань (протяжённость в границах района — почти 50 км) и Уды (протяжённость в границах района — 7,38 км).
Район имел выгодное географическое расположение: на севере он граничит с Белгородскою областью Российской Федерации (протяжённость границы — 22 км), на юге — с Валковским, а на западе — с Богодуховским и Золочевским районами Харьковской области.
Дергачёвский район имел высокий естественно-ресурсный потенциал. Его основу составляют: глина, суглинок — в Билашевском и Лужковском месторождениях, песок силикатный — в Пересечанском месторождении, минеральная вода — в Березовском месторождении.

## История
- Деркачёвский район образован в марте 1923 года; ликвидирован до 1932 года (в состав новообразованной Харьковской области не вошёл[4].)
- В нынешних границах с 8 декабря 1966 года.
- В 2020 году в рамках «оптимизации» районов в Харьковской области Верховная Рада оставила семь районов (без данного).
- 17 июля 2020 года в рамках украинской административно-территориальной реформы по новому делению Харьковской области[5] район был ликвидирован[6], его территория присоединена в основном к Харьковскому району.

## Административное устройство
На территории района размещены:
- один городской совет;
- 7 поселковых советов (в том числе Малоданиловская ОТГ);
- 6 сельских советов.

В их состав входят 63 населённых пункта, 55 из которых — сёла.

### Местные советы
| Дергачёвский городской совет Казачье-Лопанский поселковый совет Малоданиловский поселковый совет Ольшанский поселковый совет Пересечанский поселковый совет Прудянский поселковый совет Слатинский поселковый совет Солоницевский поселковый совет | Безруковский сельский совет Полевской сельский совет Протопоповский сельский совет Проходовский сельский совет Русско-Лозовской сельский совет Токаревский сельский совет Черкасско-Лозовской сельский совет |

### Населённые пункты
| с. Алисовка с. Безруки с. Безруков с. Белаши пос. Березовское с. Болибоки с. Бугаевка с. Великие Проходы пос. Ветеринарное с. Высокая Яруга с. Вязовое с. Гоптовка с. Гранов пос. Григоровка с. Гуковка с. Двуречный Кут с. Дементиевка г. Дергачи с. Дубовка с. Емцы с. Зайченки | с. Замерцы пгт Казачья Лопань с. Караван с. Кочубеевка с. Кудиевка пос. Курортное с. Куряжанка пос. Лесное с. Лещенки с. Лобановка с. Лужок пгт Малая Даниловка с. Малые Проходы с. Маслии с. Мищенки с. Новая Казачья с. Новое пгт Ольшаны пгт Пересечное пос. Пивденное пос. Питомник | пос. Подворки пгт Полевая с. Протопоповка пгт Прудянка с. Русская Лозовая с. Семёновка с. Сиряки пгт Слатино с. Солёный Яр пгт Солоницевка с. Терновая с. Токаревка с. Токаревка Вторая с. Цуповка с. Чайковка с. Черкасская Лозовая с. Шаповаловка с. Шевченко с. Шелкоплясы с. Шопино с. Ярошовка |

#### Ликвидированные населённые пункты
| с. Басы пгт Гавриловка пос. Институтское | с. Лещенки (Дергачёвский горсовет) с. Молочарка с. Шептухи | с. Щербаковка с. Чайковка (Прудянский сельсовет) с. Червоное |

## Население
Население района — 93 531 человек, из них:
- 66722 человек — городское население;
- 26809 человек — сельское население.
- В 1966 году население составляло 103 000 человек; плотность составляла 122 человека на 1 км².

Национальный состав населения (на 2001 год) в районе достаточно разнообразный:
| № п/п | Национальность | %      |
| ----- | -------------- | ------ |
| 1     | украинцы       | 80,3 % |
| 2     | русские        | 18,2 % |
| 3     | белорусы       | 0,4 %  |
| 4     | цыгане         | 0,2 %  |
| 5     | армяне         | 0,1 %  |
| 6     | грузины        | 0,1 %  |
| 7     | азербайджанцы  | 0,07 % |
| 8     | молдаване      | 0,05 % |
| 9     | евреи          | 0,03 % |

Всего среди жителей района насчитывается 49 национальностей.

## История

### Древняя история
На территории района находятся курганы и следы поселений скифского времени (V — III века до н. э.), а также Черняховской (II — IV века до н. э.) и Салтовской (VIII — Х века) культур.

### XVI—XVIII века
Дергачёвский район — часть казацкого края — Слобожанщины.
В древнерусских летописях и документах XVI — XVII веков эту местность называли «Диким полем», южной окраиной степных земель. Активное заселение этих территорий приходится на время Богдана Хмельницкого.
Первое упоминание о Деркачах датируется 1660 годом. Тогда здесь жило 26 семей переселенцев с Правобережья, а позже среди жителей слободы появляются казаки. Деркачёвская казацкая слобода становится неотъемлемой частью большой линии городов-крепостей, так называемой, «Белгородской линии», которая защищала от набегов татар южные границы Российской империи.
Во время нападения крымских татар в 1680 году Деркачи были разрушены, лишь в 1730-х годах здесь построили новую крепость.
Деркачи были сотенным поселением с двумя сотнями под управлением атамана и есаула. По историческим сведениям, во второй половине XVIII века в первую Деркачёвскую сотню входили: сотник Яков Ковалевский, один атаман, два есаула и 40 казаков. Во второй Деркачевской сотне, куда входило и село Черкасская Лозовая, был сотник Яков Квитка и 16 казаков.

В конце XVIII века сотником в Деркачах был Иван Горленко. Самые надёжные боевые укрепления были возведены в Казачьей Лопани. Именно здесь в XVIII веке возникло несколько военных поселений.
Немало населённых пунктов Дергачёвского района возникли в XVIII веке. Так, Ольшаны были основаны примерно в 1655 году выходцами из Богуславской Ольшаны на Киевщине, которые спасались на Слобожанщине от польского гнёта.
В 1650 году возникли сёла Гавриловка, Малая Даниловка, Пересечное, Черкасская Лозовая, Русская Лозовая и Прудянка.
В XVIII веке Слобожанщина потеряла свою автономию и по приказу Екатерины II в 1765 году из слободских полков была образована Слободско-Украинская губерния.

27 сентября 1780 года из губернии образовали Харьковское наместничество, в состав которого в те времена входило 15 уездов. Слобода Деркачи входила Харьковский уезд и была центром волости.
В основу правления Деркачёвской волости было положено самоуправление. Волостной голова, который был уполномоченным в общественных делах, избирался путём голосования. Также избирали сборщика налогов, писаря и его помощника, сельского и пожарного старост.

Все вопросы относительно жизни села решались на собраниях жителей, которые имели право голоса, а решения сельских собраний записывались в специальную книгу.
Кроме того, утверждалась смета на содержание учреждений, отчислялись средства на плату ответственным лицам, выделялись средства на отопление, освещение и содержание училищ. Такой уклад был понятен всем, он исключал злоупотребления, так как был подчинён общественности, а должностные лица были подотчётны народу.

### XIX век
В конце XVIII — в первой половине XIX веков на Харьковщине усилился процесс распада крепостничества, что сопровождалось развитием промыслов, ремёсел и мелкотоварного производства.

В первой половине XIX века в слободе Деркачи и в волости появляются первые предприятия. Так, в 1830 году был открыт воскобойный завод, что производил свечи, немного позже — сахарорафинадный завод, а также несколько небольших кирпичных заводов.

В 1887 году в Деркачах местным учёным-пчеловодом В. И. Ломакиным была основана уникальная по тем временам механическая мастерская по изготовлению оборудования для пасечников.

### Первая половина XX века
Революционные события 1905—1907 годов мало коснулись жителей Деркачевской волости, хотя некоторые волнения среди крестьян все же были. Уроженец села Деркачи Панас Матюшенко вошёл в историю революционного движения, как один из организаторов восстания на броненосце «Потёмкин». На улице, где жил Панас Матюшенко, установлен обелиск в его честь.

Революционные события 1917 года тоже не имели значительного резонанса среди деркачёвцев, но летом они разделили землю помещиков Любарского, Удянского, Чёрная и других.
В годы Гражданской войны Деркачи неоднократно переходили из рук в руки, и лишь в декабре 1919 года корпус Красных казаков под командованием В. Примакова окончательно выбил из села деникинцев.

После Гражданской войны жизнь постепенно входила в мирное русло. В начале 1920-х годов в Деркачах были созданы органы советской власти, прошла национализация промышленных предприятий и начали действовать комбеды (комитеты бедноты).
7 марта 1923 года правительство Украины утвердило новое административно-территориальное деление.
Уезды и волости были заменены на округа и районы. В Харьковский округ тогда входило 24 района, в том числе Деркачёвский. Председателем Деркачёвского райисполкома был избран Т. Ю. Смалько.

Первоочередное внимание было уделено вопросам экономики. В 1928 году в Деркачах был построен кирпичный завод, в 1930 году — на базе прежней мастерской В. И. Ломакина создан государственный механический завод «Незаможник» (в настоящее время — Деркачёвский завод турбокомпрессоров), образуются кооперативные артели и колхозы.
В 1922 году на базе среднего сельскохозяйственного училища, что существовало с 1911 года, в Малой Даниловке был открыт Харьковский зооветеринарный институт (в настоящее время — Харьковская государственная зооветеринарная академия).

С 1926 года вблизи села Пересечное функционирует санаторий «Березовские минеральные воды».
Голод 1932—1933 годов не обошёл стороной и деркачёвцев — в те недобрые времена погибла значительная часть населения. Местом массовых захоронений был, так называемый, Гришин Яр (между Деркачами и Малой Даниловкой).
19 октября 1938 году Деркачи стали посёлком городского типа с населением в 17 тысяч жителей.
19 февраля 1939 года был восстановлен Дергачёвский район. В его состав вошли 10 поселковых и 9 сельских советов Харьковского района.

### Великая Отечественная война
Уже в июне 1941 года была проведена мобилизация в армию, а тысячи жителей района приняли участие в строительстве оборонной линии вокруг Харькова, что проходила в районе Гавриловки, Солоницевки, Пересечного, Ольшан и станции Репки (Богодуховский район). Свыше 3 тысяч жителей района выехали на сооружение оборонной линии возле города Чернигова и станции Круты. 22 октября 1941 года немецкие войска вошли в Деркачи. Фашисты расстреляли и замучили более 120 мирных советских граждан. В мае-июне 1942 года было расстреляно 20 советских военнопленных, а ещё 1033 человека оккупанты угнали в Германию.
Во время оккупации в районе действовала подпольная партийная организация, которая насчитывала 19 членов. Среди них были: третий секретарь РК ВКП(б) М. Б. Ясновицкий, председатель райисполкома Д. С. Коваль и другие. Кроме того, в районе было создано несколько партизанско-диверсионных групп в Ольшанах, Казачьей Лопани, Черкасской Лозовой и других населённых пунктах. К несчастью, нашлись изменники, так что почти всё подполье было разгромлено в 1942 году.
13 февраля 1943 года Советская Армия впервые освободила Деркачи и Деркачёвский район, но уже 10 марта красноармейцы были вынуждены отойти под натиском фашистских войск. Окончательно посёлок был освобождён лишь 19 августа 1943 года во время Харьковско-Белгородской наступательной операции.
Восемь дней, с 12 августа, 28-я гвардейская и 84-я стрелковая дивизии вели упорные бои на подходах к Деркачам — одному из опорных пунктов врага на пути к Харькову. В те дни завязался жестокий бой на околицах Деркачей за железнодорожную станцию. Командующий Степным фронтом маршал И. С. Конев отдал приказ усилить наступление и как можно быстрее овладеть посёлком. Деркачи были окончательно освобождены 19 августа.
13-22 августа 1943 года разведгруппа 84-й дивизии РККА старшего лейтенанта Вениамина Завертяева, совершив дерзкий бросок по тылам противника в Дергачёвском районе и потеряв 12 бойцов, уничтожила около двух десятков огневых точек, более десятка автомашин, одну штабную машину с радиостанцией, три мотоцикла, 12 подвод и около четырёхсот немецких солдат и офицеров.
Харьковская освободительная операция имела особое значение в завершающем этапе Великой Отечественной войны. Историки рассматривают её как составную часть Курской битвы, но в истории Украины её значение значительно больше. Освобождение Харькова положило начало непрерывному освобождению УССР от немецко-фашистских захватчиков.
22 августа 1943 года части 53-й армии захватили выгодные позиции для нанесения ударов по западным и северо-западным околицам Харькова. С высоты 208,6 м открывался вид на город. На высоте 197,3 м возле села Солоницевка находился командный пункт маршала И. С. Конева.

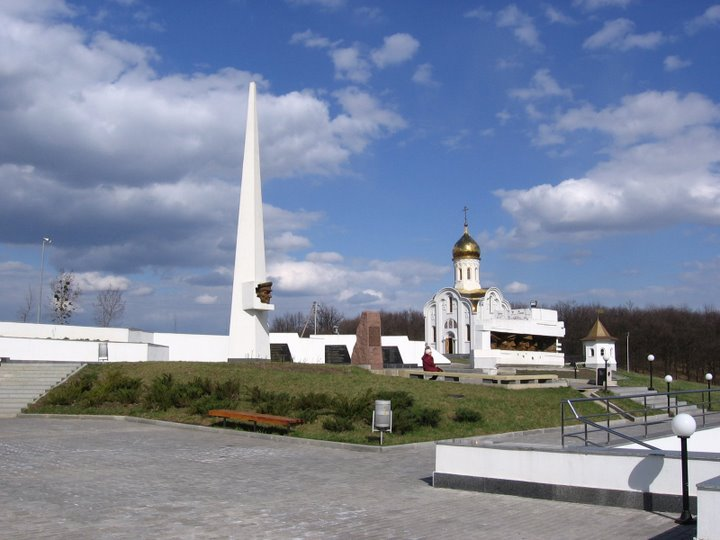
Мемориальный комплекс «Высота маршала И. С. Конева»

К 22 августа ключевые позиции перед Харьковом были заняты советскими войсками. Немецко-фашистское командование начало отводить свои войска. Чтобы спасти город от разрушения, командующий Степным фронтом И. С. Конев со своего командного передового пункта отдал приказ войскам 67-й и 7-й гвардейских армий о ночном штурме Харькова. Первыми вошли в пылающий город на площадь Дзержинского части 186-й стрелковой дивизии. Утром 23 августа 1943 года Харьков был полностью освобождён от оккупантов.
В нынешнее время мемориальный комплекс «Высота маршала И. С. Конева» в посёлке Солоницевка стал центром не только районных, но и областных мероприятий, посвящённых празднованию памятных дат Великой Отечественной войны. Именно здесь собираются ветераны 53-й и 57-й армий.
На фронтах Великой Отечественной войны и в партизанских отрядах против врага сражались 1756 жителей посёлка, 500 из них были награждены орденами и медалями СССР, 956 деркачёвцев отдали жизнь в боях с немецко-фашистскими захватчиками.

5 уроженцев Деркачёвского района получили почётное звание Героя Советского Союза:
- Андрейко, Николай Матвеевич — уроженец с. Ольшаны, старший телефонист 685-го стрелкового полка 193-й Краснознамённой стрелковой дивизии 65-й армии Центрального фронта;
- Белозёров, Иван Павлович — уроженец с. Малые Проходы, командир звена 6-го гвардейского истребительного авиационного полка 11-й штурмовой авиационной дивизии Военно-воздушных сил Черноморского флота;
- Денчик, Николай Фёдорович — уроженец с. Ольшаны, заместитель командира эскадрильи 64-го гвардейского истребительного авиаполка 4-й гвардейской истребительной авиадивизии 1-го гвардейского истребительного авиакорпуса 15-й воздушной армии Брянского фронта;
- Коваленко, Пётр Иванович (Герой Советского Союза) — уроженец пгт Пересечное, гвардии подполковник, командир 9-го гвардейского отдельного сапёрного батальона 12-й гвардейской стрелковой дивизии 61-й армии Центрального фронта;
- Шалимов, Владимир Егорович — уроженец с. Великие Проходы, гвардии майор, командир 15-го гвардейского штурмового авиационного полка (ВВС 23-й армии Ленинградского фронта).

В 1943 году, после освобождения, посёлок Деркачи был переименован в Дергачи.

### Вторая половина XX века
В послевоенные времена продолжилось совершенствование административно-территориального деления Харьковской области: 12 августа 1959 года Дергачёвский район был укрупнён за счёт нескольких ликвидированных районов. Упразднён 30 декабря 1962 года, восстановлен 8 декабря 1966 года.
В июне 1977 года посёлок Дергачи приобрёл статус города районного подчинения.
Район существовал с марта 1923 года по июль 2020 года.
17 июля 2020 года Дергачёвский район был ликвидирован в рамках административно-территориальной реформы по новому делению Харьковской области.

## Герб
Герб района является гласным: на нём изображена птица деркач.

## Известные жители
С Дергачёвским районом связаны имена таких известных деятелей украинской культуры и науки, как Александр Олесь, Гнат Хоткевич, П. Савченко, П. Шатун, Д. А. Бакуменко, М. Олешко, В. Д. Бакуменко и другие.

## Достопримечательности
На территории Дергачёвщины насчитывается 64 памятника историко-монументального искусства, а также памятники культуры государственного и местного значения. Среди них:
- церковь Рождества Христова с колокольней в городе Дергачи (1838 год возведения);
- Николаевская церковь в посёлке Ольшаны (1741);
- Земельный банк в посёлке Ольшаны (1912);
- Михайловская церковь в посёлке Пересечное (1821);
- Конюшня с манежем в посёлке Малая Даниловка (начало XX века).

В районе насчитывается около 80 скифских курганов и поселений V—III веков до н. э., тут найдены ранние славянские поселения Черняховской культуры (II—VI столетия н. э.). Это была территория расселения славянского племени древлян во времена Киевской Руси.
На территории района также расположено 9 объектов естественно-заповедного фонда.
Между сёлами Пересечное и Солоницевка находится памятник природы местного значения-реликтовое Моховатое болото — небольшой участок (1,7 га), на котором сохранилась растительность, характерная для северных болот, есть росянка, клюква, различные мхи, в том числе сфагнум. Сильно пострадало от деятельности человека. В настоящее время ведётся незаконная варварская разработка торфа.

## Экономика

### Промышленность
Дергачёвский район имеет достаточно развитую производственную инфраструктуру. Всего в районе функционирует 760 предприятий, организаций, учреждений разных форм собственности, из которых 508 — частные и коллективные.
Основными отраслями районного народного хозяйства являются промышленность и сельское хозяйство.
Удельный вес промышленности Дергачёвского района составляет 3,4 % в общем производстве по области.

Всего же здесь действует 24 промышленных предприятия, на которых работает 3000 человек.

Годовой объём промышленного производства продукции составил за 2004 год 495 млн грн (в действующих ценах).
В структуре промышленного производства преобладают: деревообработка (ЗАО «Солоницевский комбинат мебельных деталей»); машиностроение и металлообработка (ОАО «Дергачёвский завод турбокомпрессоров», ГП «Дергачёвский моторостроительный завод», ООО «НТПК „Энергосталь“»); промышленность строительных материалов (ОАО «Куряжский завод силикатных изделий», ООО «Эдельвейс», ООО «Дергачёвское заводоуправление»).
В районе созданы благоприятные условия для развития малого бизнеса. На 1 января 2005 года в районе были зарегистрированы субъекты малого бизнеса: юридических лиц — 571, физических лиц — 2455. Число занятых в сфере малого предпринимательства составляет 3200 человек.

### Сельское хозяйство
Одной из ведущих отраслей района, в которой работает свыше 1500 человек, является сельское хозяйство. Общая площадь сельхозугодий составляет 59 600 га, в том числе:
- пашня — 44 000 га;
- орошаемые земли — 1900 га;
- пастбища — 8000 га;
- сенокосы — 4000 га;
- сады — 2000 га.

Кроме того, в районе насчитывается 19 400 гектаров земли, покрытой лесом.

В состав агропромышленного комплекса района входит 98 предприятий и организаций всех форм собственности, в том числе, 66 фермерских хозяйств.

Сельское хозяйство Дергачёвщины специализируется на выращивании зерновых, овощных и масляных культур, а также животноводстве.

Растениеводство является ведущей отраслью сельскохозяйственного производства, его вклад в общий объём произведённой продукции составляет 62 %.

## Социальная сфера

### Образование
В 14 детских дошкольных заведениях воспитывается 1918 детей.

В районе функционируют 28 дневных и одна вечерняя общеобразовательная школа, в которых учится более 8900 учеников. В школах работает 880 педагогических работников. В школах района функционируют 27 компьютерных классов, из которых 26 имеют выход в интернет.

Работают 2 внешкольных заведения: дом детского и юношеского творчества и детско-юношеская спортивная школа.
Кроме того, действуют две музыкальные школы, профессионально-техническое училище, где учатся 104 ученика.
В районе работает один из старейших вузов Украины — Харьковская зооветеринарная академия. В её стенах учится около 4000 студентов всех форм обучения, а профессорско-преподавательский состав института насчитывает 280 человек.

### Культура
В районе функционируют 19 заведений культуры клубного типа, районный Дом культуры (г. Дергачи), детский клуб «Орлятко» (пгт Солоницевка), две музыкальные школы (г. Дергачи, пгт Малая Даниловка) и 26 массовых универсальных библиотек, объединённых в централизованную библиотечную систему.
В Дергачёвском районе действует 7 музеев:
- пгт Солоницевка — музей «Харьковщина в Великой Отечественной войне 1941—1945 годов»;
- с. Русская Лозовая — музей 3-й танковой Краснознамённой, орденов А. Суворова, М. Кутузова, Б. Хмельницкого, Чаплинско-Будапештской бригады;
- пгт Малая Даниловка — музей истории Харьковского зооветеринарного института;
- пгт Казачья Лопань — музей боевой славы;
- пгт Пересечная — историко-краеведческий музей;
- с. Подворки — музей А. С. Макаренко в Куряжской воспитательной колонии.
- Район-побратим Дергачёвского района — Медвенский район Курской области России[12].
- Малоданиловская ОТГ — музей жертв Голодоморов на Украине.

### Здравоохранение, рекреация и спорт
Медицинское обслуживание населения Дергачёвского района осуществляют 33 лечебно-профилактических заведения, в том числе, 15 амбулаторий семейного врача, 3 здравпункта, 11 ФАП-ов.
На территории района находится один из лучших на Украине лечебно-курортных профилакториев — санаторий «Березовские минеральные воды» на 1100 мест.
В районе действует конноспортивная школа, 2 спортивно-оздоровительных клуба, спортивный клуб «Энергетик», 3 оборудованных футбольных поля. Лучшим спортивным комплексом района является спортивный комплекс ТЭЦ-5.
На территории имеются такие опасные промышленные зоны, как Солоницевка. Недалеко от посёлка расположена ТЭЦ-5, использующая мазут и газ для выработки электроэнергии, мебельная фабрика «Кроно-Украина», сжигающая в больших объёмах древесную пыль и стружку с остатками эпоксидной смолы, и кирпичный завод, загрязняющий атмосферу. По территории посёлка проходит трасса «Харьков — Сумы». Выбросы в атмосферу больших объёмов вредных веществ, в том числе канцерогенных, приводят к высокому уровню заболеваемости и смертности среди жителей посёлка, превышающие большинство других населённых пунктов области. Основные причины смертности — сердечно-сосудистые заболевания, заболевания дыхательных путей, злокачественные опухоли.

### СМИ
К районным средствам массовой информации относятся: телерадиокомпания «Элитон», районная газета «Вести Дергачёвщины», районное государственное радиовещание и газеты органов местного самоуправления.
05763.com.ua — новостной портал Дергачей, который входит в международную сеть сайтов CitySites. Работает в рамках действующего законодательства Украины и принципов журналистской этики.

## Религия
На территории района действуют религиозные общины:
- Украинской православной церкви;
- Украинской автокефальной православной Церкви;
- евангельских христиан-баптистов (одна из церквей);
- адвентистов Седьмого дня;
- Свидетелей Иеговы.